# Conservatoire d'Helsinki
Le Conservatoire d'Helsinki (en finnois : Helsingin konservatorio), jusqu'en 1971 conservatoire populaire d'Helsinki (en finnois : Helsingin kansankonservatorio) est une école supérieure de musique à Helsinki en Finlande.

## Présentation
Le Conservatoire d'Helsinki est un établissement d'enseignement en activité depuis 1922, dispensant un enseignement de base en musique et une formation professionnelle dans le domaine de la musique. Le conservatoire compte près de 100 professeurs qui enseignent la musique classique à environ 1 000 élèves et étudiants,.
L'enseignement de base dans l'art musical destiné aux enfants et aux jeunes est dispensé selon le programme général. Dans la formation professionnelle, les étudiants peuvent obtenir un diplôme en musique (180 ECTS) ou en accordage du piano. Le conservatoire offre aussi le Conservatoire ouvert où des cours sont proposés aux adultes passionnés de musique, quel que soit leur niveau de compétence.
Les cours sont dispensés au conservatoire de Ruoholahti et au centre de formation en accordage de piano de Särkiniementie a Lauttasaari.
Le Conservatoire d'Helsinki est une école de musique, mais aussi une salle de concert. Les étudiants du conservatoire se produisent également dans des écoles, des jardins d'enfants, des maisons de retraite, des églises, des cafés, des restaurants, des bibliothèques, des musées, des fêtes diverses.
Des orchestres et des chœurs professionnels et amateurs, ainsi que des artistes nationaux et étrangers se produisent dans la salle de concert du conservatoire.
La salle de concert est également le lieu de nombreux évènements musicaux importants comme par exemple le Concours international de violon Jean Sibelius en 2015.

## Histoire

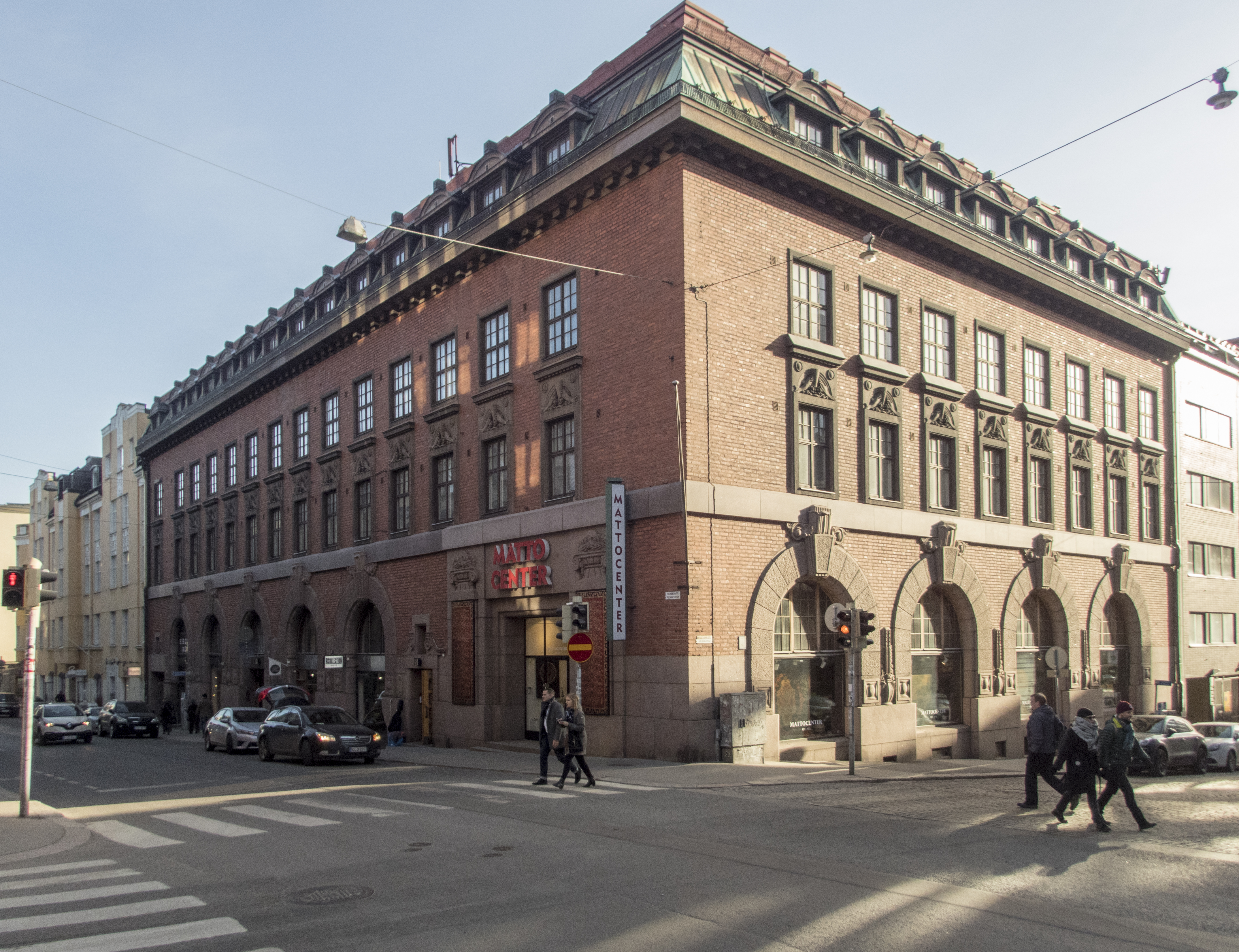
Fredrikinkatu 34 - Kalevankatu 24.

Fondé en 1922, le Conservatoire d'Helsinki est l'un des établissements d'enseignement les plus anciens de Finlande. L'histoire de la naissance du conservatoire est liée à la volonté de proposer des cours de musique aux nécessiteux. Les moteurs de cette création étaient Zachris Castrén (fi), directeur de l’institut professionnel finnois d'Helsinki, et Armas Launis, professeur de musicologie à l'Université d'Helsinki. Akseli Gallén-Kallela a conçu le « blason » du conservatoire.
L'année 1960 marque un tournant dans le fonctionnement de l'établissement d'enseignement, car c'est à cette époque qu'il réussit à acquérir ses propres locaux de 330 mètres carrés au 34 Fredrikinkatu. Selon le « système de diplômes conjoints » mis en place dans les années 1960, les étudiants obtenaient un attestation du conservatoire et une qualification formelle était délivrée par l'Académie Sibelius.
Le nom de l'institution a été changé de Conservatoire populaire d'Helsinki à Conservatoire d'Helsinki en 1971. À l'automne 1973, la formation des enseignants des écoles de musique a commencé au conservatoire. L'enseignement professionnel a été réformé en 1987 en filières d'enseignement de l'enseignement musical, des professeurs de musique élémentaires et des musiciens, et en 1993 en programmes de formation de pédagogue musical et de musicien.
À l'automne 1999, l'établissement d'enseignement a déménagé de Fredrikinkatu à Ruoholahti, où la Fondation du Conservatoire d'Helsinki a construit de nouveaux locaux. 
Avec la réforme de l'université des sciences appliquées, à l'automne 2000, la formation professionnelle dispensée aux étudiants a été transférée à l'organisation de l'ancienne université des sciences appliquées d'Helsinki. L'enseignement professionnel du deuxième degré avait débuté au conservatoire quelques années plus tôt. Depuis l'automne 2014, le conservatoire propose également une formation professionnelle en accordage de piano en tant que seul établissement d'enseignement nordique.

## Locaux du conservatoire
Lorsque le Conservatoire populaire d'Helsinki, a été fondé en 1922, l'établissement d'enseignement ne disposait pas du tout de ses propres installations opérationnelles. 
La cérémonie d'inauguration à l'automne 1922 a eu lieu dans les locaux du personnel d'Elanto à Siltasaarenkatu 8-10, et l'enseignement avait lieu au domicile des professeurs. 
Les enseignants recevaient en échange une petite compensation, appelée l'argent du tapis pour compenser l'usure des tapis utilisés par les étudiants.
De 1926 à 1950, l'enseignement a eu lieu au lycée normal d'Helsinki, puis les cours ont été dispensés à l'école primaire de Töölö. En 1960, l'établissement d'enseignement a acquis ses premiers locaux à Fredrikinkatu 34. Les locaux comprenaient 330 mètres carrés : 11 salles de classe, une salle de conférence, un bureau et une bibliothèque ainsi que l'appartement du concierge. Peu à peu, des espaces supplémentaires furent également obtenus, de sorte qu'à l'automne 1970, le conservatoire utilisait 1 060 mètres carrés.
En 1992, il a été décidé de construire un nouveau bâtiment. En 1995, la ville d'Helsinki réserve un terrain au bord du canal de Ruoholahti et près de la station de métro Ruoholahti. Le bâtiment du conservatoire a été conçu par l'architecte Stefan Ahlman (sv) et construit en 1999.

## Anciens étudiants
- Erkki Aaltonen
- Axel Ehnström
- Uuno Klami
- George de Godzinsky
- Sasha Mäkilä
- Virpi Pahkinen
- Aulikki Rautawaara

## Professeurs
- Bengt Carlsson (fi)
- Leo Funtek
- Erik Furuhjelm
- Ilmari Hannikainen
- Eino Linnala (fi)
- Leevi Madetoja.
- Erkki Melartin
- Selim Palmgren